# 26717 Jasonye
26717 Jasonye este un asteroid din centura principală de asteroizi.

## Descriere
26717 Jasonye este un asteroid din centura principală de asteroizi. A fost descoperit pe 18 aprilie 2001 la Socorro, New Mexico, în cadrul proiectului LINEAR. Asteroidul prezintă o orbită caracterizată de o semiaxă mare de 2,35 ua, o excentricitate de 0,13 și o înclinație de 5,5° în raport cu ecliptica.